# Sonic the Hedgehog 3 (Film)
Sonic the Hedgehog 3 ist eine US-amerikanisch-japanische Videospielverfilmung und Fortsetzung der Filme Sonic the Hedgehog (2020) und Sonic the Hedgehog 2 (2022). Regie führte erneut Jeff Fowler. Der Film wird von Original Film, Marza Animation Planet und Blur Studio in Zusammenarbeit mit Sega Sammy Group produziert und von Paramount Pictures vertrieben; Premiere war am 20. Dezember 2024 und in Deutschland am 25. Dezember 2024.
Wie in der Post-Credit-Szene des Vorgängers verraten wurde, wird sich die Handlung in der Fortsetzung um die komplexe Geschichte des beliebten Charakters Shadow the Hedgehog drehen.
Der Film behandelt verschiedene Ereignisse aus den Videospielen der Serie, vorwiegend aus Sonic Adventure 2 (2001) und Shadow the Hedgehog (2005).
Auch an den Kinokassen war der Film erfolgreich und erzielte weltweit ein Einspielergebnis von 491 Millionen US-Dollar und ist somit die dritterfolgreichste Videospielverfilmung.

## Handlung
Auf einer Insel namens Prison Island wird Shadow the Hedgehog von der G.U.N. beobachtet, welcher nach wie vor immer noch in Stasis gefangen ist. Jedoch werden die Systeme der Insel sabotiert und Shadow wird freigelassen. Dieser schlägt sich durch die Wachen, ehe er Richtung Tokio flüchtet, um Rache zu verüben, da durch ein Unfall seitens der G.U.N. Maria Robotnik, welche Shadow als beste Freundin wahrnahm, vor 50 Jahren ums Leben kam. Währenddessen feiern Sonic, Tails und Knuckles, sowohl auch Tom und Maddie Wachowski eine Party anlässlich des Jubiläums des Tages, an dem Sonic zum ersten Mal auf die Erde gekommen ist. Am Abend werden diese von G.U.N's Direktor Rockwell besucht, welche Sonic, Tails und Knuckles als Team Sonic beauftragt, nach Tokio zu fliegen und Shadow ausfindig zu machen.
Die Drei finden diesen auch dort vor, jedoch werden sie von ihm mit Leichtigkeit besiegt. Dann treffen sich Team Sonic mit Commander Walters, werden jedoch überraschenderweise von Dr. Robotniks Drohnen attackiert. Bevor Walters stirbt, übergibt er Sonic einen Schlüssel, welchen er sicher bewahren soll. Die drei werden hingegen von Agent Stone gerettet; dieser bestätigt, dass die Drohnen nicht von Dr. Ivo Robotnik ausgesandt wurden. Mithilfe von Dr. Robotnik finden sie eine verlassene Basis der G.U.N, wo Sonic, Tails, Knuckles und Agent Stone nacheinander von Shadow gefangen genommen werden. Dr. Robotnik hingegen findet seinen lang verloren geglaubten Großvater, Professor Gerald Robotnik vor. Dieser erklärt ihm, dass er einst eine Waffe, die sogenannte Eclipse Cannon, für G.U.N gebaut hatte. Mithilfe von zwei bestimmten Schlüsseln solle man sie aktivieren können. Shadow nimmt den Schlüssel von Tails und zündet eine Granate, die ein schwarzes Loch erzeugt. Glücklicherweise können Team Sonic in letzter Sekunde fliehen.
Sie kehren zurück nach Hause, wo sie Tom und Maddie die Sachlage erklären, welche bereit sind, ihnen zu helfen. Während der Mission in London werden die drei von sowohl Familie Robotnik als auch Shadow überrascht, welcher Tom verwundet. Sonic, der nach Rache sinnt, stiehlt den Master Emerald von Wade, wird zu Super Sonic und lässt Tails und Knuckles zurück, während die Eclipse Cannon emporsteigt. Super Sonic kann Shadow aufspüren und es bricht ein Kampf aus, den Sonic trotz Shadows eigener Verwandlung zu Super Shadow gewinnt. Schockiert von seiner Tat lässt Sonic los von seiner Rache und erklärt Shadow, dass auch Sonic damals seine Ziehmutter Langklaue verloren hatte und dass Rache nicht die Lösung sei. Zur selben Zeit erklärt Gerald seinem Enkel, dass er die Erde zerstören möchte, als Strafe dafür, dass die Menschheit ihm einst Maria genommen hatte. Es bricht ein Kampf zwischen den beiden aus, den Ivo mit Hilfe von Tails und Knuckles gewinnt und Geralds Leben beendet. Zusammen mit Super Sonic und Super Shadow schaffen sie es, die Eclipse Cannon auf den Mond umzulenken, von dem sie ein Stück abtrennt. Jedoch droht die Kanone zu explodieren, während Sonic Richtung Erde fällt. Tails und Knuckles können Sonic retten, während sich Super Shadow und Dr. Robotnik opfern, um die Kanone aus der Erdatmosphäre zu schieben. Sonic, Tails und Knuckles feiern ihren Sieg zusammen mit Maddie und Tom, welcher den Vorfall in London überlebt hat.
In einer Mid-Credits-Szene wird Sonic von einer Gruppe von Metal Sonic attackiert, wird jedoch in letzter Sekunde von Amy Rose gerettet. In der Post-Credit-Szene zeigt sich, dass Shadow überlebt hat.

## Produktion

### Entwicklung
Im Februar 2022 befand sich ein dritter Sonic-the-Hedgehog-Film von Sega und Paramount in Entwicklung. Der Film wurde beim ViacomCBS-Investorenevent zusammen mit der Knuckles-Serie offiziell angekündigt. Jeff Fowler kehrte als Regisseur zurück. Neal H. Moritz, Toby Ascher, Toru Nakahara und Hitoshi Okuno als Produzenten.

### Dreharbeiten
Der zweite Teil der Dreharbeiten begann aufgrund des SAG-AFTRA-Streiks Ende Juli 2023 nur für animierte Charaktere ohne physische Schauspieler in Farnham, Surrey, England. Ursprünglich war geplant, dass die Dreharbeiten am 31. August in London anfangen würden. Die Dreharbeiten mit physischen Schauspielern begannen am 29. November 2023 und wurde mit einem Teaserbild des Lichtdoubles von Shadow the Hedgehog angekündigt, das bei den Dreharbeiten verwendet wurde.

## Synchronisation
Die deutsche Synchronisation entstand unter der Dialogregie von Marius Clarén nach einem Dialogbuch von Tobias Neumann im Auftrag von Interopa Film.
| Rolle                                  | Darsteller / Originalsprecher | Synchronsprecher    |
| -------------------------------------- | ----------------------------- | ------------------- |
| Sonic the Hedgehog                     | Ben Schwartz                  | Julien Bam          |
| Shadow the Hedgehog                    | Keanu Reeves                  | Benjamin Völz       |
| Miles Tails Prower                     | Colleen O’Shaughnessey        | Paulina Weiner      |
| Knuckles the Echidna                   | Idris Elba                    | Oliver Stritzel     |
| Dr. Robotnik/Professor Gerald Robotnik | Jim Carrey                    | Stefan Fredrich     |
| Tom Wachowski                          | James Marsden                 | Robin Kahnmeyer     |
| Maddie Wachowski                       | Tika Sumpter                  | Britta Steffenhagen |
| Agent Stone                            | Lee Majdoub                   | Marius Clarén       |
| Commander Walters                      | Tom Butler                    | Kaspar Eichel       |
| Rachel                                 | Natasha Rothwell              | Elisa Bannat        |
| Randall                                | Shemar Moore                  | Martin Kautz        |
| Wade                                   | Adam Pally                    | Tommy Morgenstern   |
| Direktorin Rockwell                    | Krysten Ritter                | Anja Stadlober      |

## Musik
Crush-40-Sänger Johnny Gioeli gab im Dezember 2023 bekannt, dass es Gespräche gebe, den Song „Live and Learn“ aus Sonic Adventure 2 (2001) in den Film aufzunehmen. Im Januar 2024 wurde bekannt gegeben, dass Junkie XL, der auch für die ersten beiden Filme komponierte, für den Film zurückkehren wird. Im Folgemonat bestätigte Gioeli, dass „Live & Learn“ in den Film aufgenommen werden wird.

## Veröffentlichung
Sonic the Hedgehog 3 wurde am 20. Dezember 2024 von Paramount Pictures in den US-amerikanischen Kinos und am 25.12. in den deutschen veröffentlicht.

## Zukunft
Im September 2024 erklärte Produzent Toby Ascher die Absicht für weitere Sonic-Filme. Elba und Reeves haben Interesse an einem Spin-off mit ihren Charakteren bekundet. Im Dezember 2024 ging ein vierter Sonic-Film in die Entwicklung, der Anfang 2027 in die Kinos kommen soll.

## Kritiken
Bei Rotten Tomatoes erreichte der Film eine Bewertung von 88 %, basierend auf 136 Rezensenten.